# Fiesta Nacional de la Cerveza
La Fiesta Nacional de la Cerveza es la versión argentina de la Oktoberfest de Múnich, Alemania. Tiene lugar en octubre, desde 1963. Esta convocatoria festiva atrae a más de cien mil turistas durante dos fines de semana consecutivos.

## Villa General Belgrano
Villa General Belgrano, Córdoba, fundada en los años 1930, adoptó desde el primer momento las características de una aldea alpina, con casas de madera y tejados rojos a dos aguas. Importó la gastronomía centroeuropea y todas las costumbres de Europa central: música, bailes, fiestas, artesanías e idioma.
La fiesta surgió en el pueblo en los años 1960, de la mano de los primeros inmigrantes alemanes. Las orquestas y los grupos de bailes, eran presentados por el locutor Matías Calvo Ortega, que da nombre al escenario principal en la actualidad. A ella acudían delegaciones de colectividades de distintos países de todo el mundo (Alemania, Dinamarca, Escocia, España, Eslovenia, Suecia, Portugal, Brasil, Grecia, Italia, Armenia y Ucrania, entre otros).
Se desarrolló tradicionalmente en la plaza José Hernández, pero en 2016 se trasladó a un predio especialmente diseñado, el Parque Cervecero. Se realiza un desfile por las calles del pueblo que cuenta con carruajes, grupos de danzas, orquestas, aldeanos con trajes típicos y el desfile especial de perros salchichas. Cada año se elige la Reina Nacional de la Cerveza en una ceremonia que se realiza en el Salón Cervecero.
Los años pasaron y la industria cervecera se desarrolló notablemente. Con ello la fiesta creció y comenzó a convocar a una gran cantidad de turistas.

### El Espiche

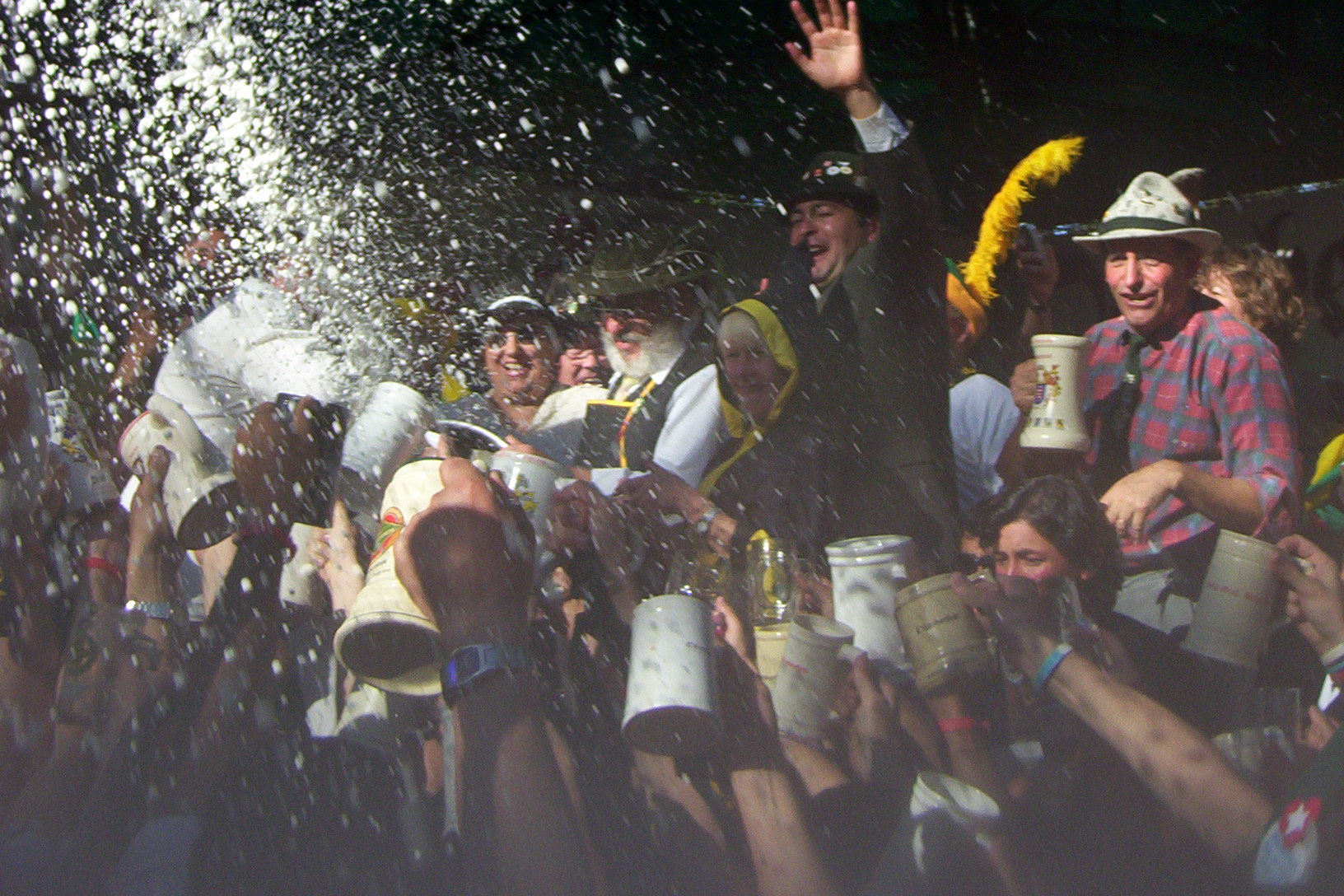
Espiche en el 2006

El "espiche" es la ceremonia que consiste en introducir en el barril de cerveza previamente agitado una canilla de madera, con la cual sale fuertemente la cerveza con espuma abundante que luego se reparte entre el público presente. Este acto simboliza cada día el comienzo de la fiesta en Villa General Belgrano.